# Julius Wagner-Jauregg

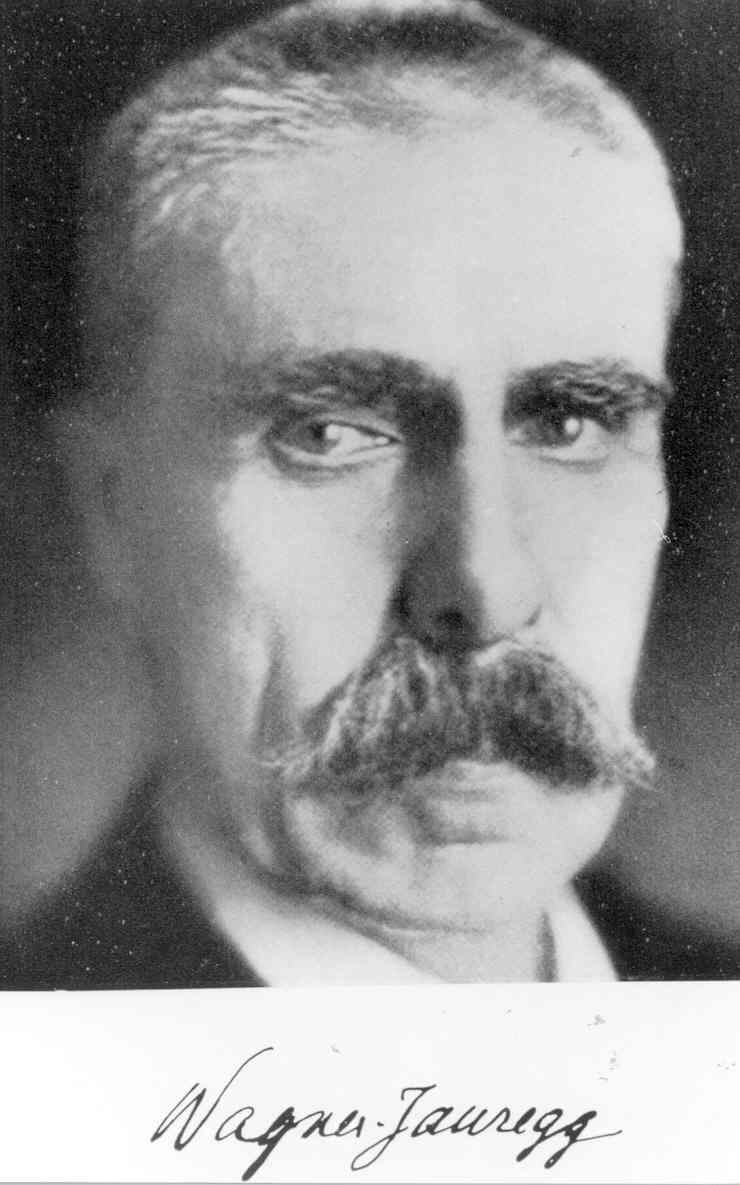
Julius Wagner-Jauregg

Julius Wagner-Jauregg (bis 1883 Julius Wagner, von 1883 bis 1919 Julius Wagner Ritter von Jauregg; * 7. März 1857 in Wels; † 27. September 1940 in Wien) war ein österreichischer Psychiater. Für die Entdeckung der Bedeutung der von ihm durchgeführten Malariatherapie zur Behandlung der progressiven Paralyse erhielt er 1927 den Nobelpreis für Medizin, weitere Arbeitsbereiche waren die (von ihm ab 1918 ebenfalls mit Aufimpfung von Malaria erfolgreich durchgeführte) Behandlung von Psychosen, der Syphilis und von Schilddrüsenerkrankungen.

## Leben

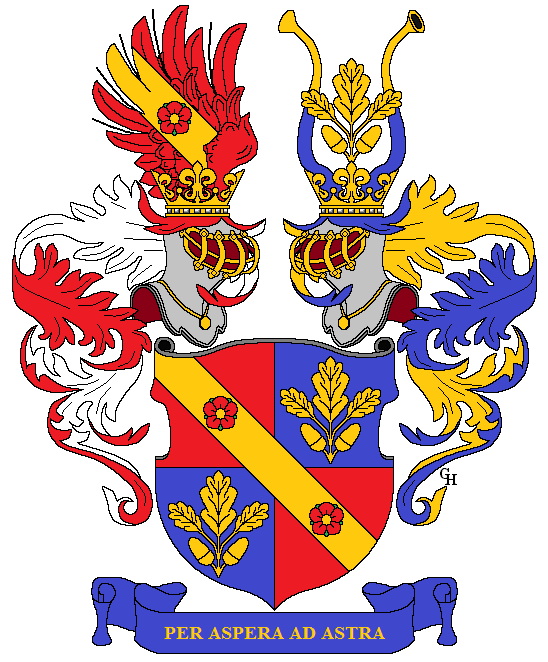
Ritterstandswappen der Familie Wagner-Jauregg, 1883.

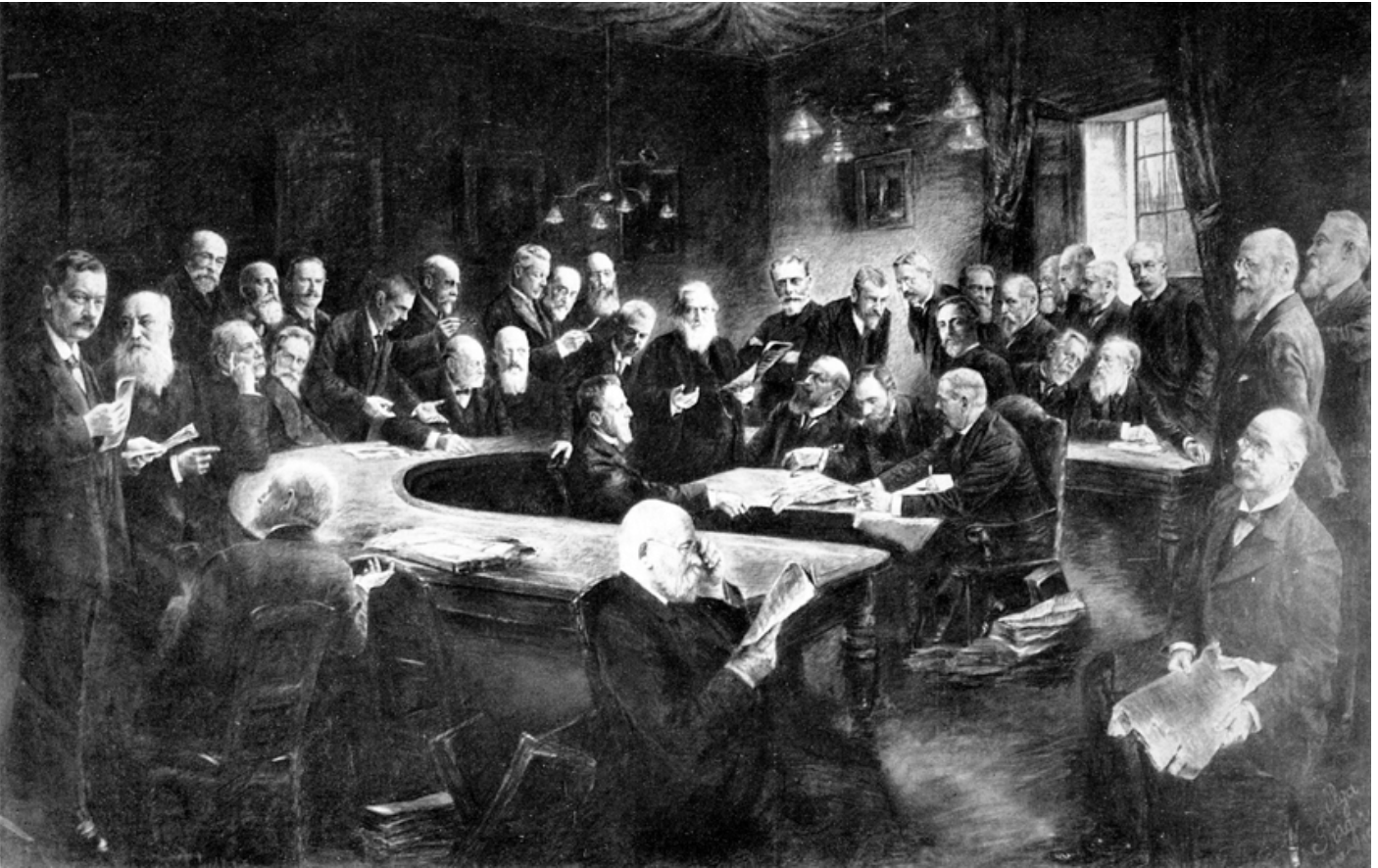
Das Professorenkollegium der medizinischen Fakultät der Universität Wien, Kreidezeichnung von Olga Prager, Wien 1908–1910. Im Dekanatszimmer der medizinischen Fakultät der Universität Wien. Edmund von Neusser, Siegmund Exner-Ewarten, Isidor Schnabel, Ferdinand Hochstetter, Alfons Edler von Rosthorn, Anton Weichselbaum, Leopold Schrötter von Kristelli, Heinrich Obersteiner, Julius Wagner-Jauregg, Viktor von Ebner-Rofenstein, Carl Toldt, Gustav Riehl, Ottokar von Chiari, Anton von Frisch, Ernst Fuchs, Anton Freiherr von Eiselberg, Hans Horst Meyer, Ernst Ludwig, Rudolf Chrobak, Theodor Escherich, Alexander Kolisko, Julius von Hochenegg, Arthur Schattenfroh, Carl von Noorden, Emil Zuckerkandl, Richard Paltauf, Gustav Gärtner, Leopold Oser, Josef Moeller, Alois Monti, Julius Mauthner, Viktor Urbantschitsch, August Leopold von Reuss, Adolf von Strümpell, Ernest Finger, Adolf Lorenz, Friedrich Schauta

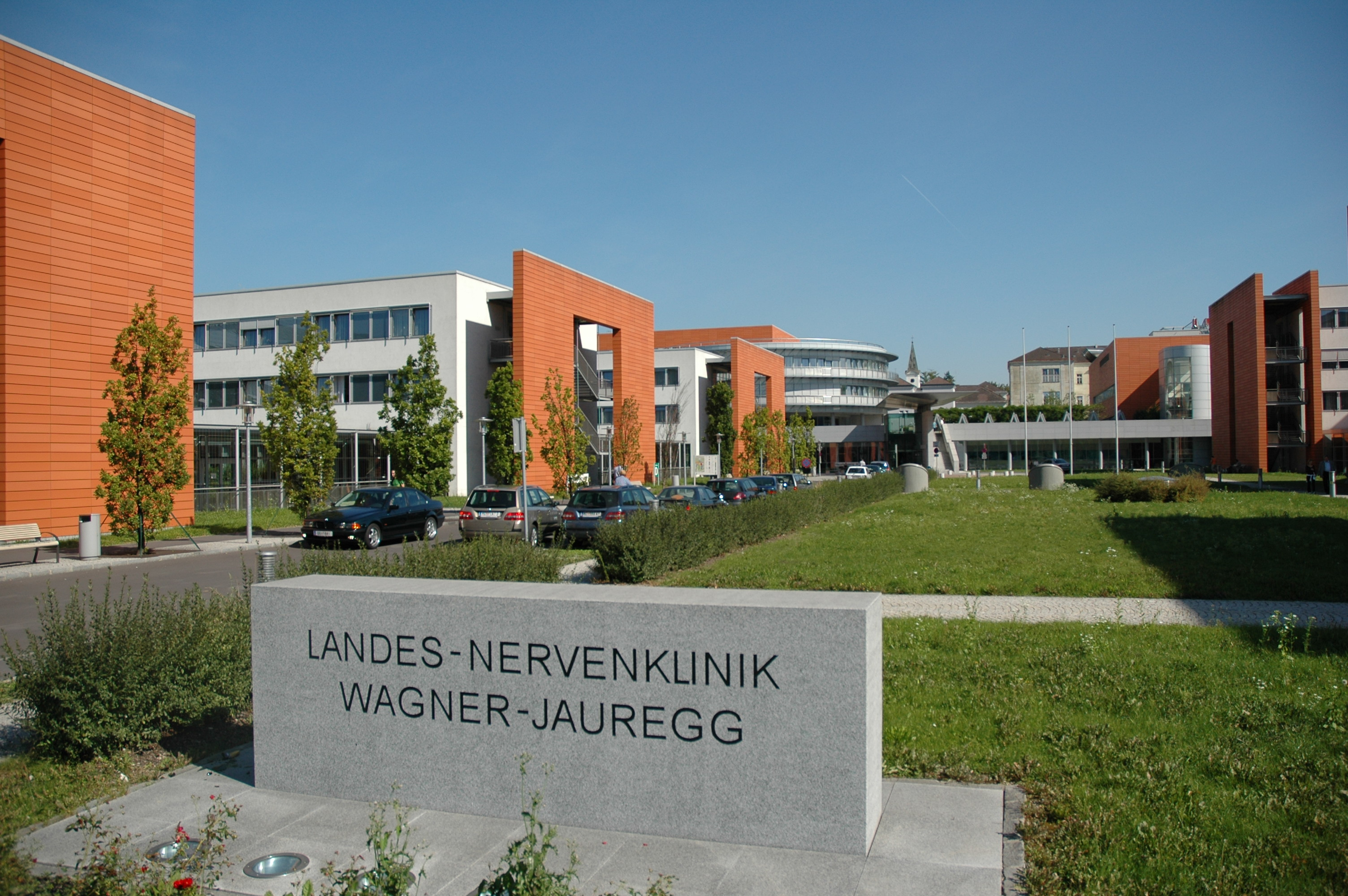
Die oberösterreichische Landes-Nervenklinik in Linz war bis 2015 nach Julius Wagner-Jauregg benannt.

Julius Wagner wurde als Sohn des Finanzjuristen Johann Adolf Wagner (1835–1917) geboren. Dieser erhielt 1883, also zu einem Zeitpunkt, als seine beiden Söhne Julius und Fritz (der jüngere Sohn wurde später Sektionschef und Generalpostdirektor und war einer der Pioniere der österreichischen Luftfahrt) bereits erwachsen waren, als Finanzrat in Wien den erblichen Adelstitel „Ritter von Jauregg“; seitdem trägt auch Julius den Doppelnamen Wagner-Jauregg. Die Familie lebte seit 1872 in Wien, wo Julius Wagner auch die Matura am Schottengymnasium als Vorzugsschüler ablegte und 1874 das Studium der Medizin an der Universität Wien begann, das er 1880 mit der Promotion zum Doktor der Medizin abschloss. Seit seinem Studium war er Mitglied des Wiener Akademischen Turnvereins und des Akademischen Gesangvereins Wien, der später zur Wiener Universitäts-Sängerschaft Ghibellinen wurde und heute als Universitätssängerschaft Barden zu Wien bekannt ist.
Bis 1882 arbeitete er am Institut für allgemeine und experimentelle Pathologie an der Universität bei Salomon Stricker, wo er bereits zwei wissenschaftlichen Arbeiten publizierte. Stricker war für seine tierexperimentelle Orientierung bekannt. Anschließend wurde er nach einem kurzen Zwischenspiel am Departement für Innere Medizin Assistent von Maximilian Leidesdorf an der so genannten Niederösterreichischen Landesirrenanstalt. Die Psychiatrie war ursprünglich nicht der von Wagner-Jauregg bevorzugte Fachbereich der Medizin – der als ehrgeizig, unnachgiebig und hart beschriebene Jungarzt und begeisterte Sportler (Bergsteiger, Schwimmer, Reiter) nutzte aber die gegebene berufliche Chance. 1885 habilitierte er sich für das Fach Nervenkrankheiten und Psychiatrie und hielt Vorlesungen über die Pathologie des Nervensystems.
1889 wurde Wagner von Jauregg der Nachfolger von Richard von Krafft-Ebing an der Neuropsychiatrischen Klinik der Universität Graz. Einer seiner Forschungsschwerpunkte war der in der Steiermark häufige Kretinismus. Er erzielte gute Erfolge bei dessen Vorbeugung sowie der Vorbeugung gegen Kropf durch die Beimengung geringer Mengen Iod zum Trinkwasser und Speisesalz. Beides hatte er nicht zuletzt bei seinen tagelangen Fußwanderungen durch die steirischen Gebirgsgegenden studiert.
Im Jahr 1893 wurde Wagner-Jauregg außerordentlicher Professor für Psychiatrie und Nervenkrankheiten und Direktor der Niederösterreichischen Landesheil- und Pflegeanstalt für Nerven- und Geisteskranke in Wien. 1902 wechselte er an die Psychiatrische Klinik der Wiener Universität im Allgemeinen Krankenhaus, und 1911 kehrte er auf seinen früheren Posten zurück.
Nachdem Wagner-Jauregg um 1900 den damals berühmtesten österreichischen Operettenschauspieler, Alexander Girardi, auf Betreiben von dessen Frau für geisteskrank erklärt hatte, ohne ihn untersucht zu haben, wurde auf Initiative der Schauspielerin Katharina Schratt, einer Freundin von Kaiser Franz-Joseph, die „Neurologie-Reform“ eingeleitet.
Bereits 1883 war Wagner-Jauregg die heilende Wirkung von Fieberanfällen bei Patienten aufgefallen, die an Paralyse erkrankt waren. Nachdem im Winter 1890/91 Versuche mit Tuberkulin in Graz nur geringe Erfolge gezeigt hatten, gelang es ihm 1917, durch das Herbeiführen von Fieber mit Hilfe von Erregern der Malaria die als Folge der Neurolues, einer Form der Syphilis, auftretende Progressive Paralyse erfolgreich zu behandeln (Malariatherapie). Für diese Entdeckung wurde Wagner-Jauregg 1927 mit dem Nobelpreis für Medizin ausgezeichnet. Diese Therapie wurde bis zum Aufkommen der Antibiotika praktiziert.
Während des Ersten Weltkriegs war Wagner-Jauregg auch für die Behandlung von Kriegsneurosen zuständig und bemühte sich sehr, Simulanten von echten psychisch Kranken zu trennen. Dass er in diesem Zusammenhang elektrische Zwangstherapien anwandte, stieß alsbald auf Kritik. Nach Kriegsende führte dies aufgrund politisch motivierter Artikel in Zeitungen zu einer Untersuchung durch die Kommission zur Erhebung militärischer Pflichtverletzungen. Sigmund Freud äußerte sich in der entsprechenden Untersuchung nicht unkritisch, aber letztlich zugunsten von Wagner-Jauregg, da diese Behandlung sich als sehr wirksam erwiesen habe.

## Persönliches
Julius Wagner-Jauregg war in erster Ehe ab 1890 mit seiner ehemaligen Patientin Balbine Karoline Goldberg (1862–1924) verheiratet, von der er ab 1903 getrennt lebte – für Katholiken war eine Scheidung nach damaliger Rechtslage nicht möglich. Die gemeinsame Tochter Julia (1900–1987) wurde eine Reisejournalistin. Er heiratete in zweiter Ehe Anna Koch, mit der er den gemeinsamen Sohn Chemiker Theodor Wagner-Jauregg hatte.
Wagner-Jauregg betrieb gerne Sport, vor allem Reiten und Bergsteigen. Privat trug er ausschließlich Anzüge und Mäntel aus blauem Tuch, deren Schnitt dem Sonntagsgewand eines Bergbauern nachempfunden war. So genügte bei Bedarf eines neuen Kleidungsstückes ein Anruf bei seinem Schneider ohne vorherige Anprobe. Bücher pflegte er – mit Ausnahme von Fachbüchern – als broschierte Ausgabe zu kaufen und in handliche Einzelteile zu zerlegen, um sie bei Spaziergängen und während Straßenbahnfahrten zu lesen.

## Verhältnis zum Nationalsozialismus
Seit Ende der 1990er Jahre bemühten sich Die Grünen – Die Grüne Alternative und die KPÖ darum, dass nach Wagner-Jauregg benannte Straßen, Plätze und Gesundheitseinrichtungen umbenannt werden, und dass seiner Grabstätte auf dem Wiener Zentralfriedhof (Gruppe 32 C, Nummer 18) der Status des Ehrengrabs aberkannt wird. Man warf Wagner-Jauregg Verbindungen zur NSDAP, die Verbreitung von nationalsozialistischem Gedankengut sowie die Vertretung eugenischer und rassenhygienischer Ideen wie der Zwangssterilisation vor. Das Frauenwahlrecht bezeichnete Wagner-Jauregg als Entartung. Diese und andere Vorwürfe, erhoben in dem Bericht einer Historikerkommission zur Untersuchung der Ehrengräber auf dem Wiener Zentralfriedhof von 1938 bis 1945, führten zu einer umfangreichen Untersuchung, die vom Land Oberösterreich in Auftrag gegeben wurde. Nach deren Bericht war Wagner-Jauregg zwar gesellschaftspolitisch konservativ und unterstützte als Mitglied die Großdeutsche Volkspartei. Sein am 21. April 1940 gestellter Antrag auf Mitgliedschaft in der NSDAP wurde aber postum „wegen Rasse ... zurückgestellt“ (Wagner-Jaureggs erste Frau war Jüdin gewesen). Der Nobelpreisträger vertrat, dem Zeitgeist entsprechend, auch eugenische Ideen, wurde aber in dem Bericht letztlich als „nicht historisch belastet“ eingestuft, was vor allem vom Dokumentationsarchiv des österreichischen Widerstandes kritisiert wurde.
Sein Name steht allerdings auch auf einer Mitgliederliste des Deutschsozialen Volksbundes, einer Tarnorganisation, der einige dem Nationalsozialismus nahestehende Personen wie Arthur Seyß-Inquart, Anton Reinthaller, Ernst Prinzhorn und Alfred Orel angehörten. Der Volksbund kam allerdings auf Grund des erfolgten „Anschlusses“ nicht über das Planungsstadium hinaus. Laut Michael Hubenstorf ebnete die Malariatherapie, die bereits zwei Jahrzehnte nach ihrer Entdeckung medizinisch überholt war und deren therapeutische Vorgehensweise schon von Beginn an medizinethische Fragen aufwarf, den Weg für die inhumanen Malariaexperimente der 1940er.

## Ehrungen

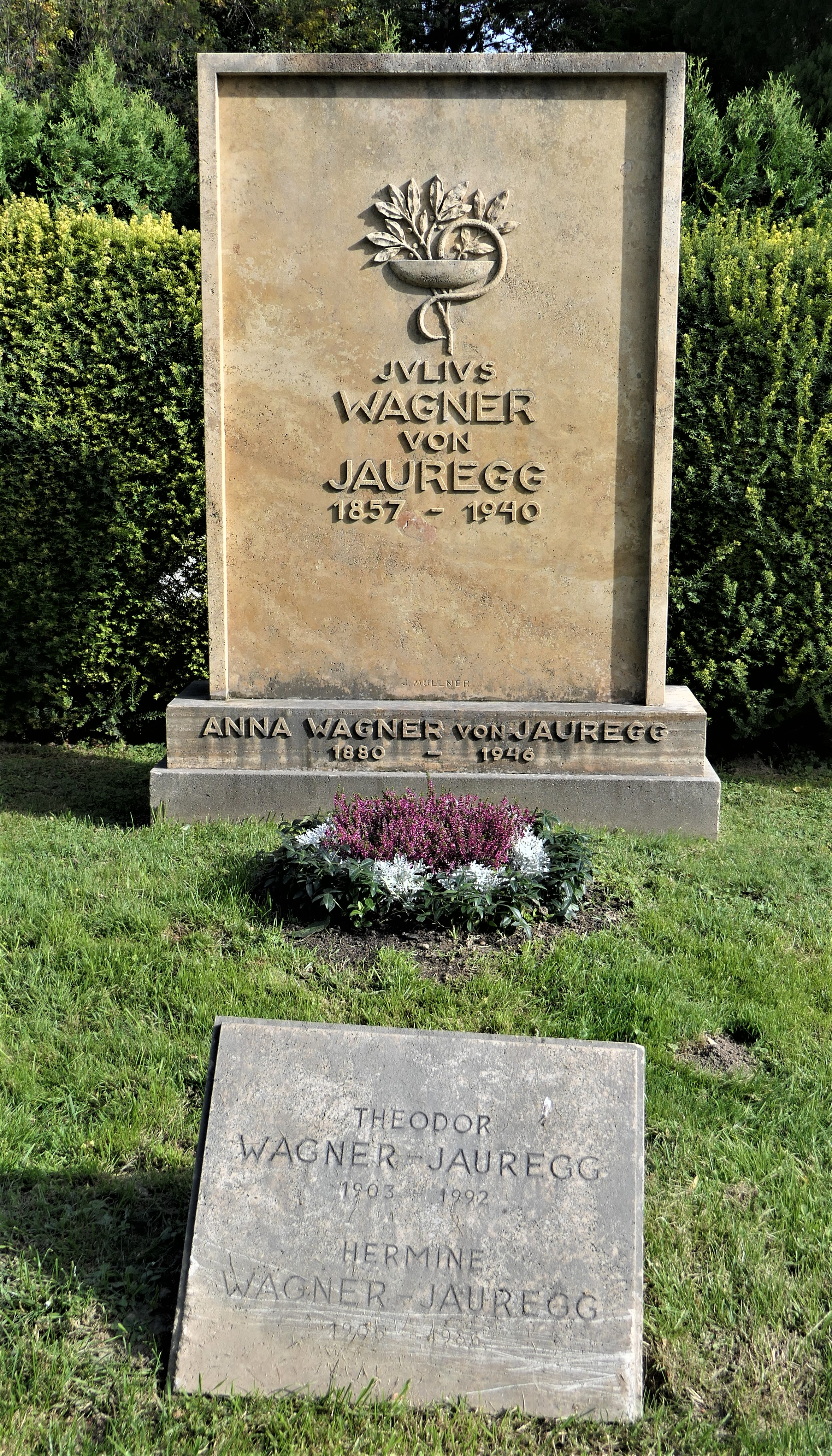
Grab der Familie Wagner-Jauregg am Wiener Zentralfriedhof

- Jubiläums-Erinnerungsmedaille für Zivilstaatsbedienstete
- Jubiläumskreuz für Zivilstaatsbedienstete[16]
- 1925 wurde Julius Wagner Ritter von Jauregg zum Mitglied der „Deutschen Akademie der Naturforscher Leopoldina“ gewählt.[17]
- 1926 Erb-Gedenkmünze und Ehrenmitgliedschaft des Vereins deutscher Nervenärzte
- 1927 erhielt er den Nobelpreis für Medizin für seine erfolgreiche Behandlung der Spätform der Syphilis und die Entdeckung der therapeutischen Bedeutung der Malariaimpfung.[18]
- Bürger ehrenhalber der Stadt Wien (1927)
- Ehrenmitglied der Österreichischen Akademie der Wissenschaften (1929)[15]
- 1932 wurde er Ehrenmitglied der Leopoldina
- Die Oesterreichische Nationalbank brachte zu Ehren von Wagner-Jauregg posthum eine 500 Schilling Banknote mit seinem Porträt heraus.[19]
- Denkmal im Arkadenhof der Universität Wien
- 1953 wurde der Wagner-Jauregg-Hof in Wien-Alsergrund nach ihm benannt.[15]
- Seit 1954 gibt es den Wagner-Jauregg-Weg in Linz.[20]
- Im Jahr 1981 wurde in Wien-Penzing (14. Bezirk) der Wagner-Jauregg-Weg nach ihm benannt.
- Wagner-Jauregg-Platz sowie Wagner-Jauregg-Straße in Graz

Ehemalige Ehrungen:
- Landes-Nervenklinik Wagner-Jauregg in Linz (1970–2015)[12]

## Schriften (Auswahl)
- Untersuchungen über den Kretinismus. Wien 1893.
- Zur Reform des Irrenwesens. Wien 1901.
- Verhütung und Behandlung der Progressiven Paralyse durch Impfmalaria. Handbuch der experimentellen Therapie 1931.
- Fieber und Infektionstherapie. Wien u. a. 1936.